# IPad (7-го поколения)
iPad 10,2 дюйма (официально iPad 7-го поколения) — это планшетный компьютер, разработанный и продаваемый Apple Inc. Он оснащен 10,2-дюймовым дисплеем Retina и оснащен процессором Apple A10 Fusion. Это преемник 9,7-дюймового iPad 6-го поколения. Устройство было представлено 10 сентября 2019 года и выпущено 25 сентября 2019 года.
Он поддерживает Apple Pencil первого поколения и имеет разъем для смарт-клавиатуры. Он ориентирован на бюджетный и образовательный рынки.
В отличие от предыдущих моделей iPad с 9,7-дюймовым дисплеем, это первое устройство в линейке iPad начального уровня с большим 10,2-дюймовым дисплеем.
Его преемник, iPad восьмого поколения, был представлен 15 сентября 2020 года и заменил этот iPad.

## История
Слухи о преемнике iPad 2018 года начали появляться в первой половине 2019 года, когда семь моделей iPad были зарегистрированы в Евразийской экономической комиссии — базе данных, известной своими подсказками о будущих устройствах, которые Apple выпустит. Предполагалось, что одной из моделей будет новый iPad начального уровня, который якобы будет иметь незначительные обновления дизайна по сравнению с iPad 2018 года. Несколько источников утверждают, что новая модель будет оснащена задней камерой с двумя объективами и что размер ее экрана может составлять 10,2 дюйма по сравнению с 9,7-дюймовым размером экрана предыдущих моделей iPad. В отчетах BGR также утверждалось, что массовое производство устройства может начаться в июле 2019 года с предполагаемой датой выпуска примерно в третьем квартале того же года.
Затем этот iPad был представлен Apple 10 сентября 2019 года, в то же время, что и iPhone 11 и iPhone 11 Pro, в Театре Стива Джобса с запланированной датой выпуска 30 сентября того же года. Было объявлено, что он будет продаваться в розницу по стартовой цене 329 долларов в США. iPad был выпущен в онлайн-магазине Apple Store 25 сентября 2019 года.
Примечательно, что размеры корпуса 10,2-дюймового iPad 2019 года были увеличены, чтобы соответствовать размерам iPad Air (3-го поколения) и 10,5-дюймового iPad Pro предыдущего поколения, что позволяет использовать клавиатуру Smart Keyboard для всех трех моделей. В дополнение к отказу от подзарядки и Bluetooth-сопряжения, прямое соединение удовлетворяет требованиям образовательного рынка к прямому соединению только во время стандартизированных тестов. Все iPad также сохраняют обратную совместимость с Bluetooth-клавиатурами сторонних производителей.

## Описание
Новый 4-ядерный процессор Apple A10 с 64-битной архитектурой имеет по заявлению корпорации Apple на 40 % большую производительность CPU и на 50 % — GPU, по сравнению с его предшественником Apple A9. Также имеет встроенный сопроцессор движения М10.
Среди иных изменений - немного увеличенный экран, всё ещё сохраняющий внутреннюю воздушную прослойку, с чуть пониженной яркостью относительно предыдущего поколения. Также Apple добавила Smart Connector для подключения чехла Smart Keyboard. Освежили и аппаратную часть, увеличив количество оперативной памяти с 2 до 3 Гбайт.
Планшет, как и его предшественник, поддерживает стилус Apple Pencil первого поколения, но совместимость с оригинальными чехлами для предыдущей модели была утеряна из-за увеличившихся габаритных размеров.

## Критика
После анонса IPad 2019 многие журналисты и технические специалисты раскритиковали планшет за то, что он содержит в себе процессор, которому на момент выпуска модели уже исполнялось 3 года. У некоторых вызывает опасение то, что из-за такого процессора срок поддержки новой модели может оказаться наименьшим или близким к таковому среди современных продуктов компании Apple. Срок службы батареи получил высокую оценку для серии A10.